# Sumitrosis latior
Sumitrosis latior es una especie de insecto coleóptero de la familia Chrysomelidae.
Fue descrita científicamente en 1932 por Maurice Pic.